# Elizabeth Salter
 Elizabeth Fulton Salter (2 de octubre de 1918 - 14 de marzo de 1981) fue una biógrafa y novelista policíaca australiana. Fue secretaria de Edith Sitwell desde 1957 hasta la muerte de esta última en 1964.

## Educación y carrera
Salter nació en Angaston en el valle de Barossa y se educó localmente y luego en la Wilderness School . Se graduó en la Universidad de Adelaida y en el Elder Conservatorium of Music . Se mudó a Inglaterra en 1952 y donde encontró trabajo en la BBC, antes de trabajar como secretaria de Edith Sitwell en 1957.  Aunque reside en Hampstead, Salter conservó su sentido de ser australiana. 
Al revisar las memorias de Salter sobre Sitwell en 1967, John Whitwell escribió en The Canberra Times : "Como australiana, la señorita Salter pudo traspasar las etiquetas jerárquicas en las que vivía Dame Edith, para beneficio de cada una. Su libro se ubica modesta y dignamente junto con memorias como el libro de Neville Cardus sobre Sir Thomas Beecham ." 
Salter recibió una beca literaria de la Commonwealth en 1969 para investigar y escribir una biografía de Daisy Bates .  Los derechos cinematográficos se vendieron a Katharine Hepburn y Robert Helpmann antes de que se completara el libro.  Posteriormente fue adaptada al cine por Eleanor Witcombe, con Hepburn como protagonista. En una de sus muchas visitas a Australia en 1980, intentaba escribir una biografía de Maie, Lady Casey .Salter murió en Londres el 14 de marzo de 1981. La Biblioteca Nacional de Australia guarda 27 cajas con sus artículos. 

## Obras

### Biografías
- Los últimos años de un rebelde: una memoria de Edith Sitwell, Bodley Head, 1967
- Daisy Bates: Reina del Nunca Nunca, Angus & Robertson, 1971
- El impresionista perdido: una biografía de John Peter Russell, Angus & Robertson, 1976
- Helpmann: la biografía autorizada de Robert Helpmann, Angus & Robertson, 1978
- Edith Sitwell, Libros Oresko, 1979

### Novelas de crimen
- Muerte en la niebla, Geoffrey Bles, 1957
- Voluntad de sobrevivir, Geoffrey Bles, 1958
- Hubo un testigo, Geoffrey Bles, 1960
- La voz del pavo real, Geoffrey Bles, 1962
- Había una vez una lápida, Geoffrey Bles, 1965